# Francesco Capriani
Ne doit pas être confondu avec Francesco da Volterra.

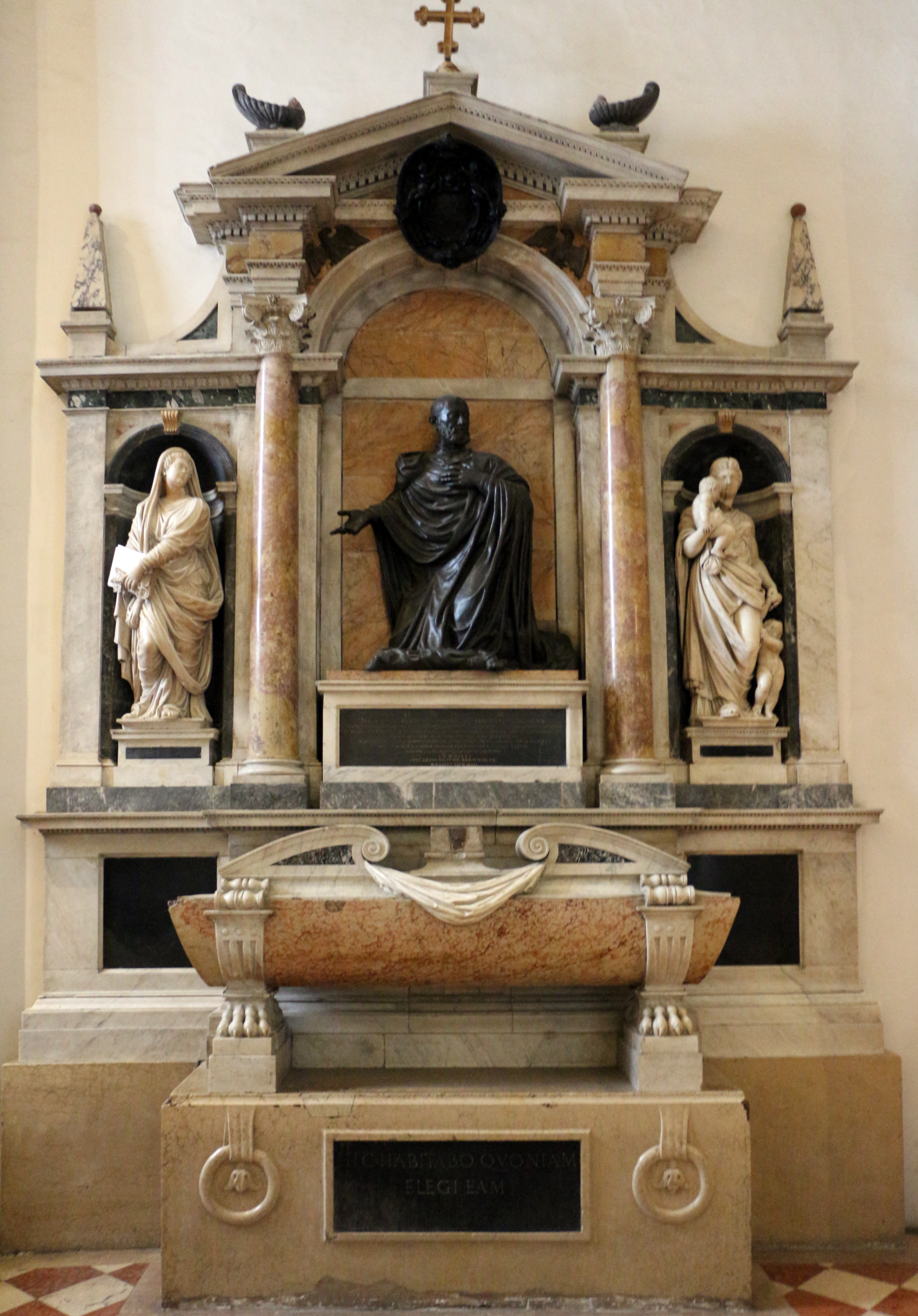
Tombeau du Cardinal Niccolo' Caetani, Sainte Maison de Lorette.

Francesco Capriani da Volterra, dit Le Volterra ou Francesco da Volterra (Volterra, 1535 – Rome, 15 février 1594), est un architecte et sculpteur italien.

## Biographie
Francesco Capriani travaille pour la famille Caetani : parmi les commandes reçues, il faut mentionner le Palazzo Caetani à Cisterna di Latina et la sépulture du Cardinal Niccolo' Caetani dans la Sainte Maison de Lorette.
En  1575, il épouse la graveuse de Mantoue Diana Scultori Ghisi.

## Réalisations

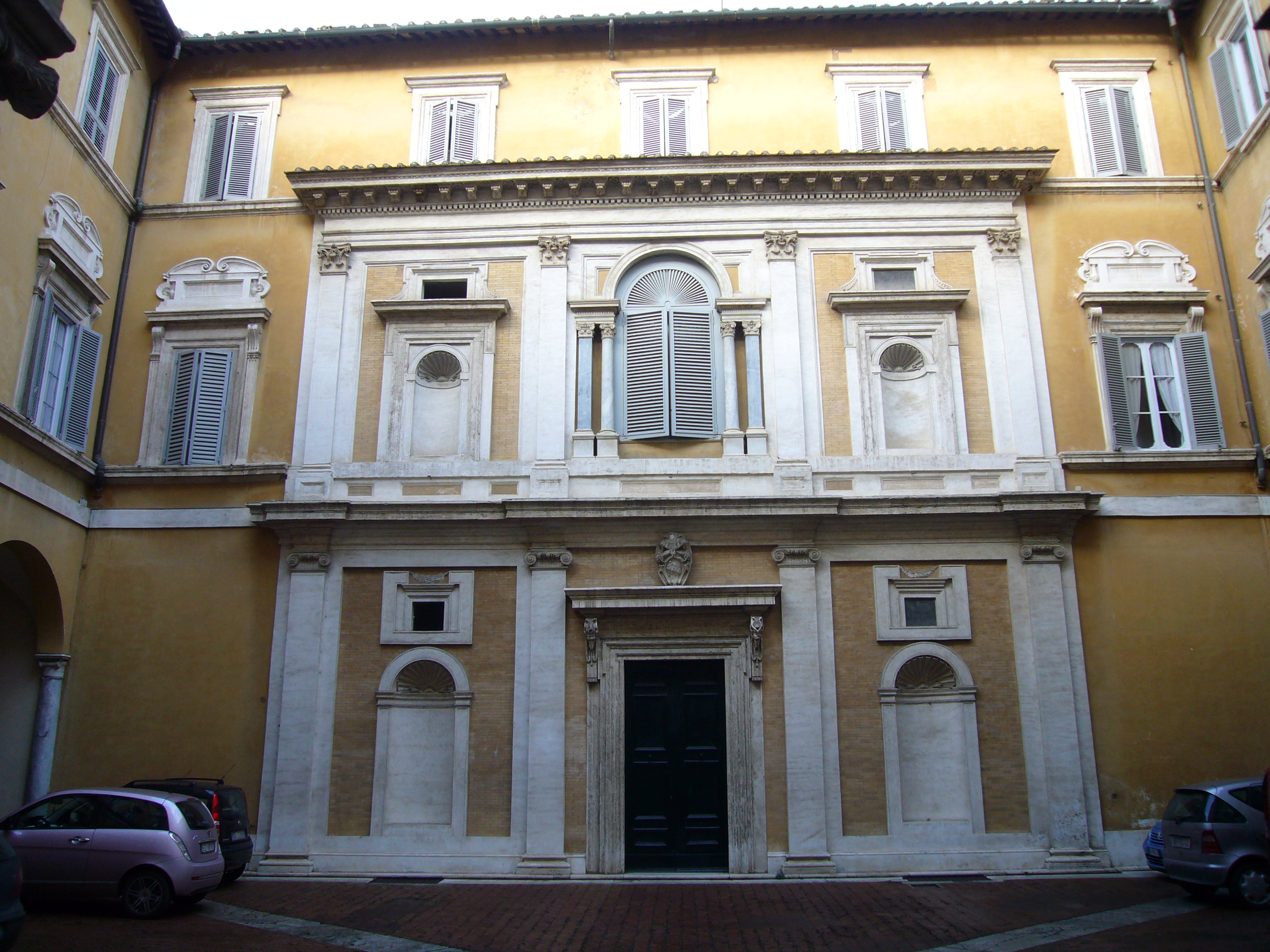
Palais Firenze.

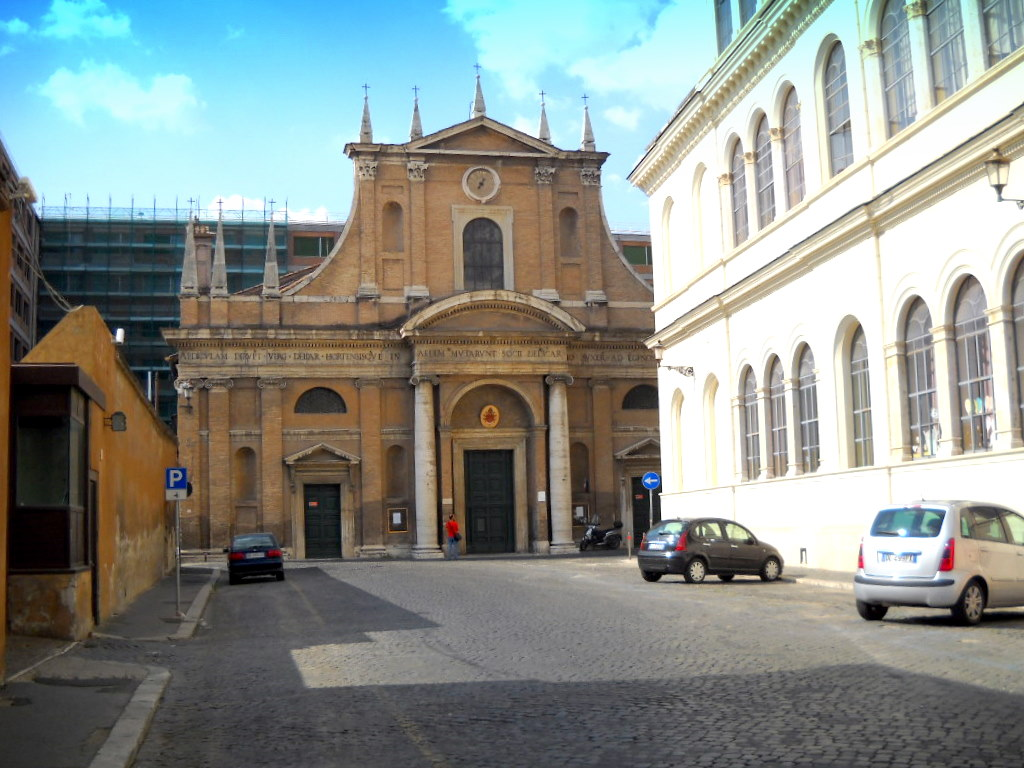
Église Santa Maria dell'Orto, Trastevere.

Quelques œuvres de Rome auxquelles il a participé :
- Église San Giacomo in Augusta
- Palais Firenze
- Église de Santa Susanna aux thermes de Dioclétien
- Église de Santa Maria in Via
- Église Santa Maria dell'Orto[3]
- Basilique San Silvestro in Capite
- Basilique Santa Pudenziana
- Hôpital San Giacomo des incurables
- Lancisiana Hall de San Giacomo à Augusta
- Palais de Lancellotti
- Église Santa Maria in Aquiro
- Palais Cardelli
- Palais de la société Annunziata

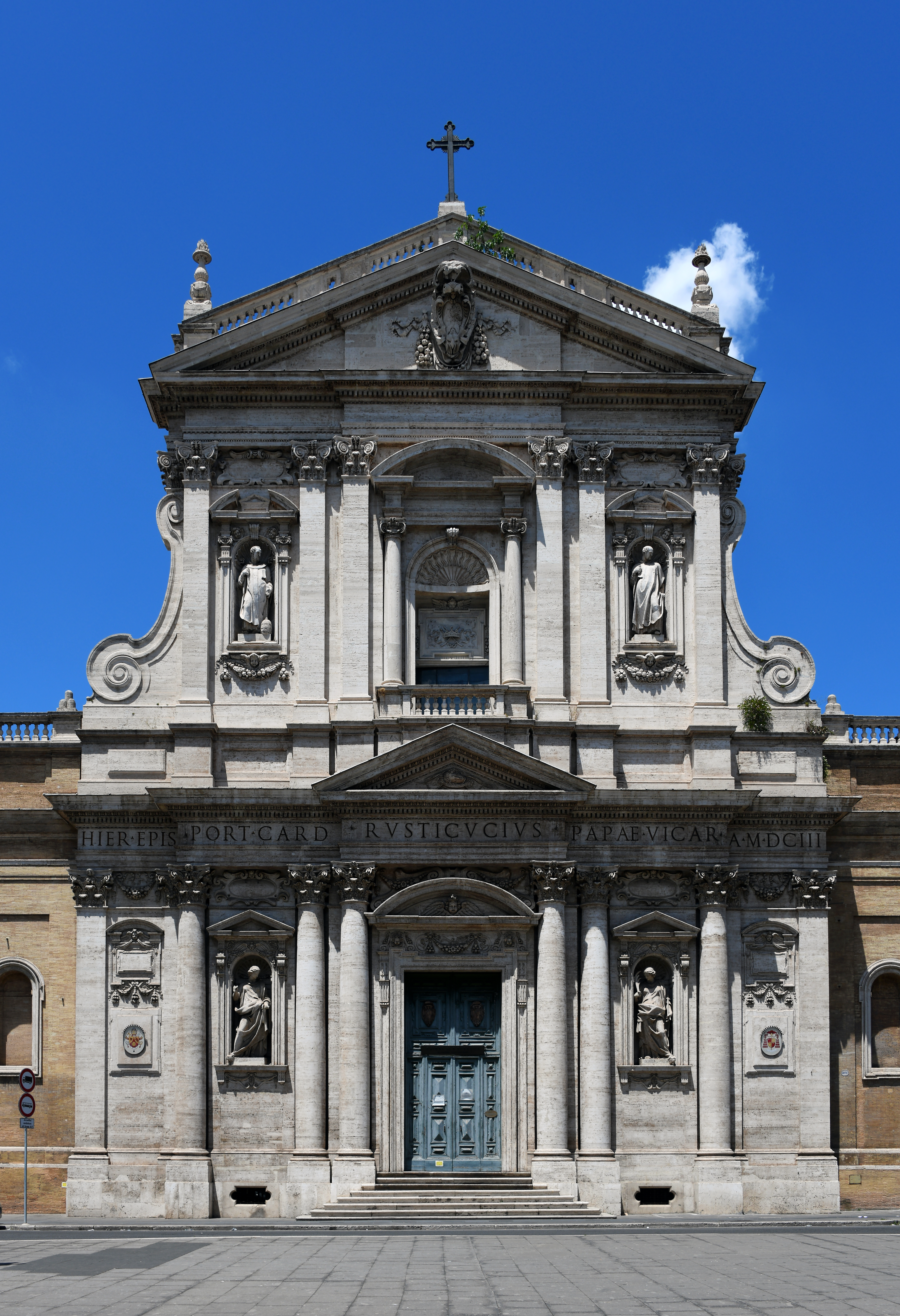
Eglise Sainte Suzanne aux thermes de Dioclétien.
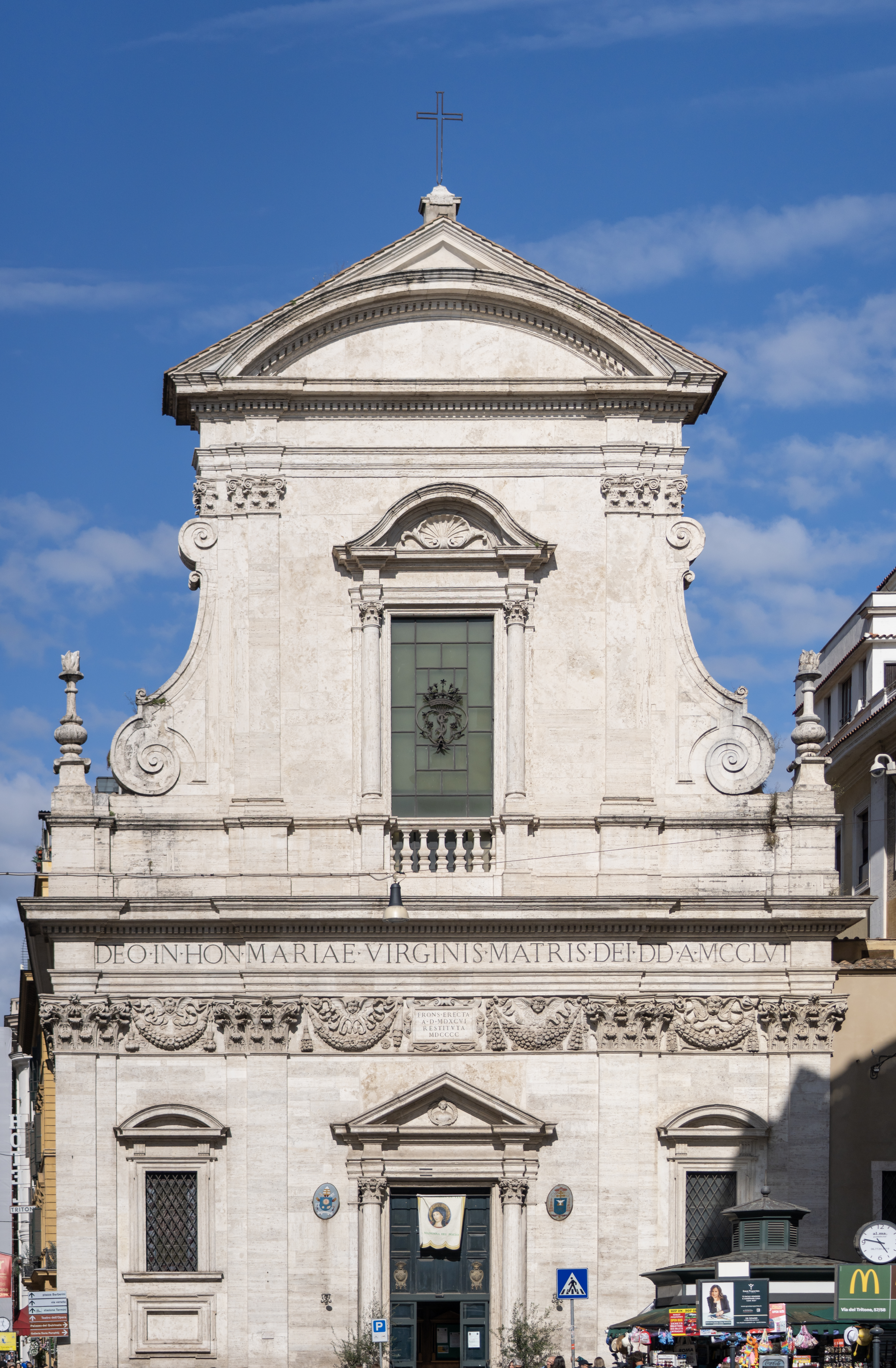
Église Santa Maria in Via.
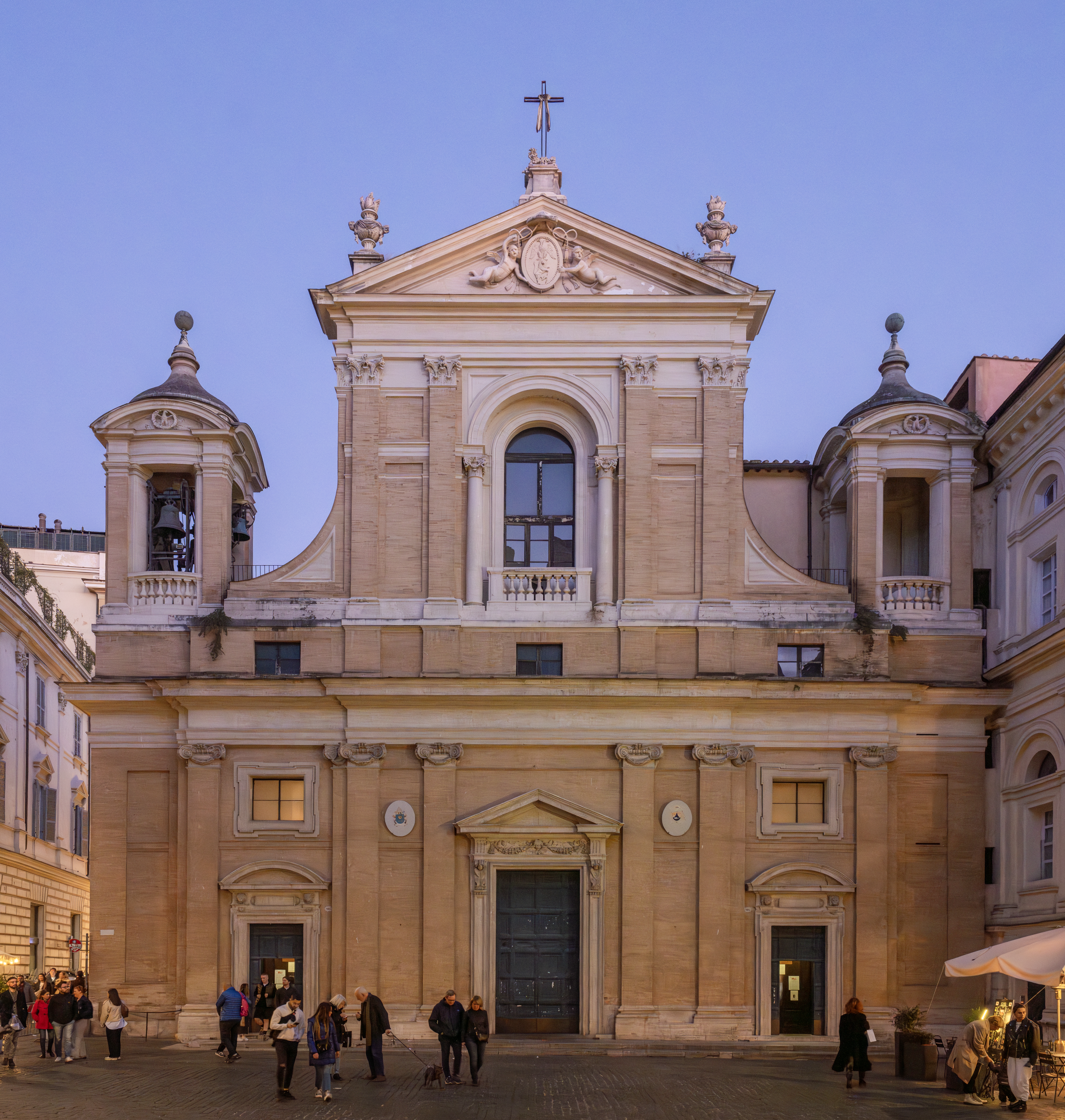
Église Santa Maria in Aquiro.
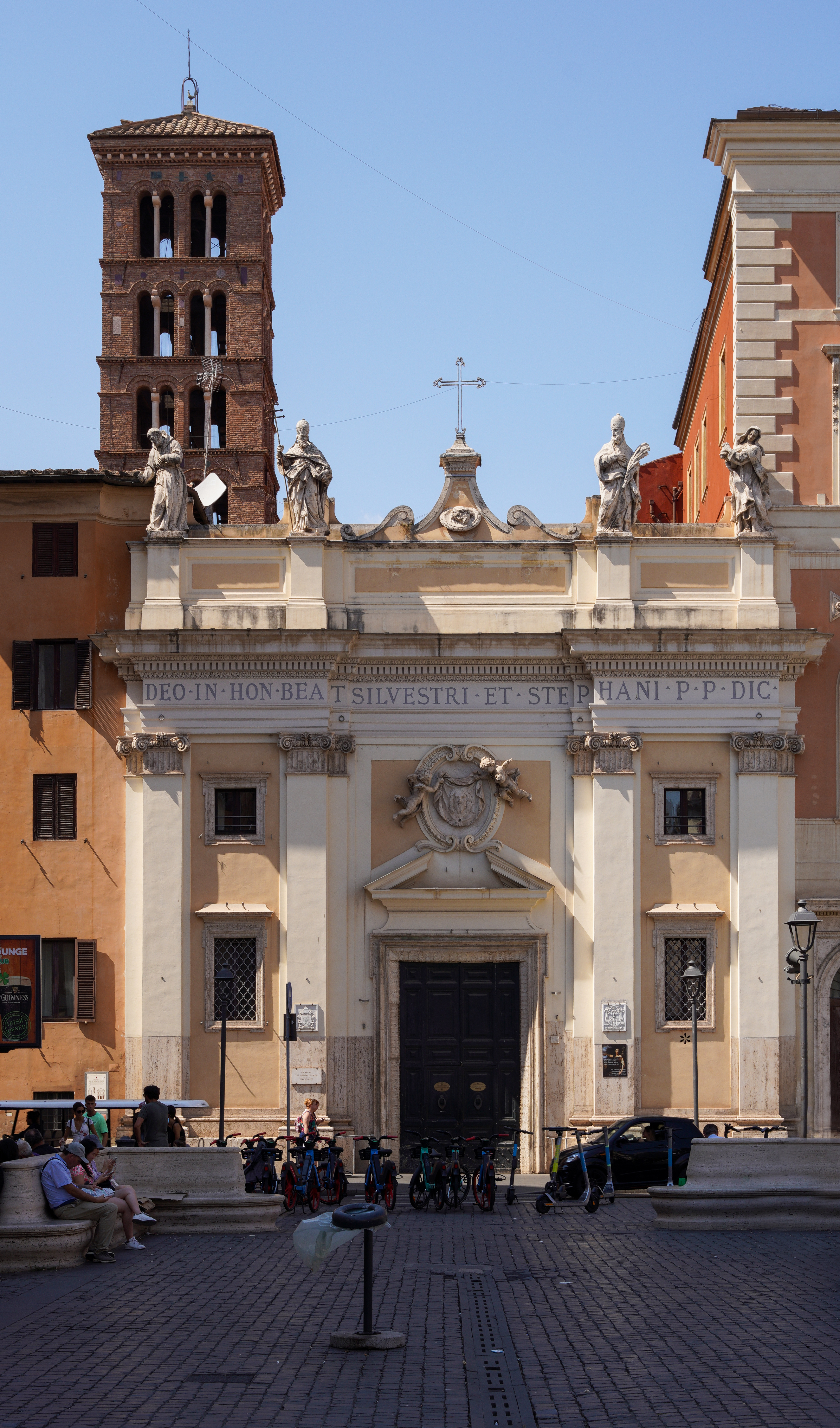
Église Saint Silvestre in Capite.
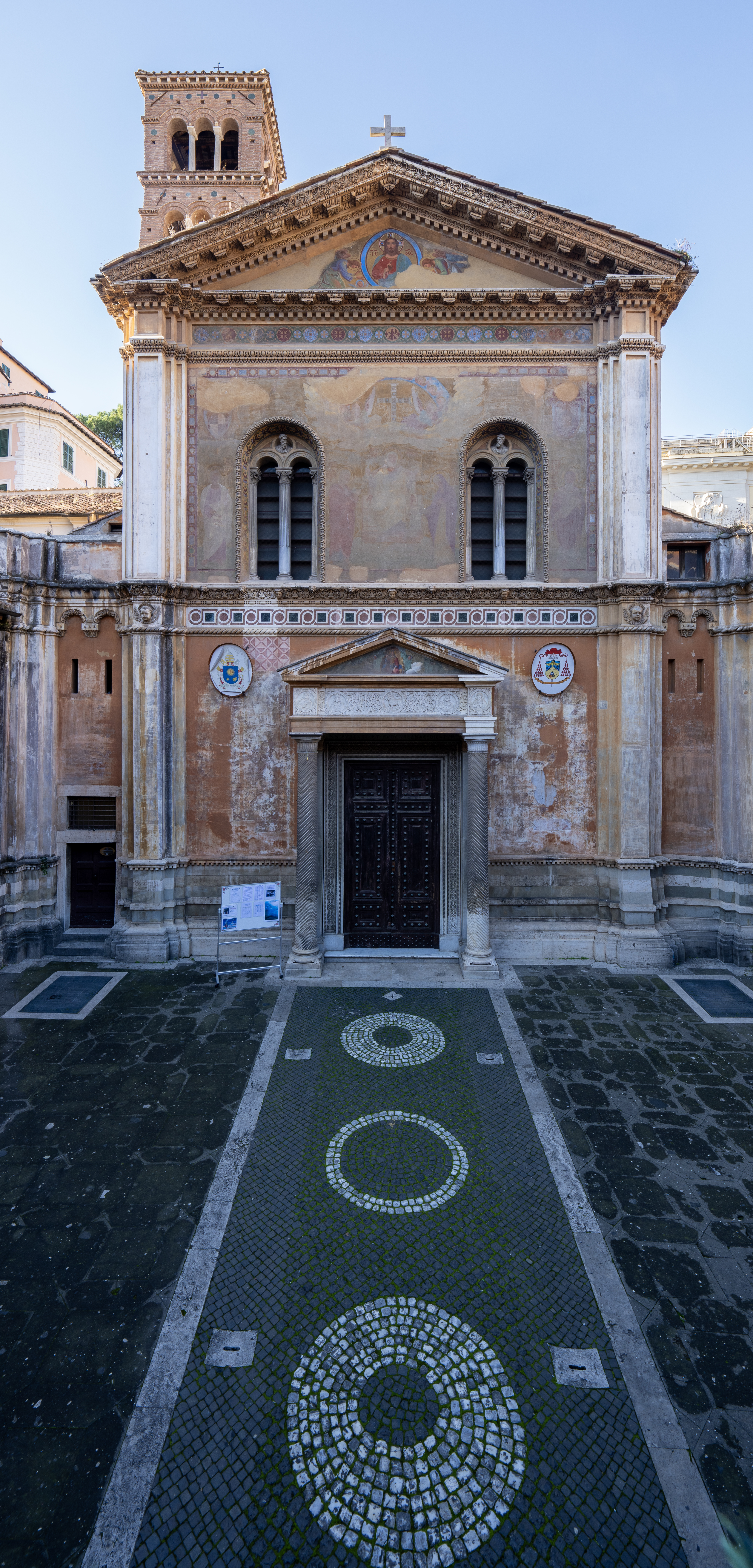
Basilique Santa Pudenziana.
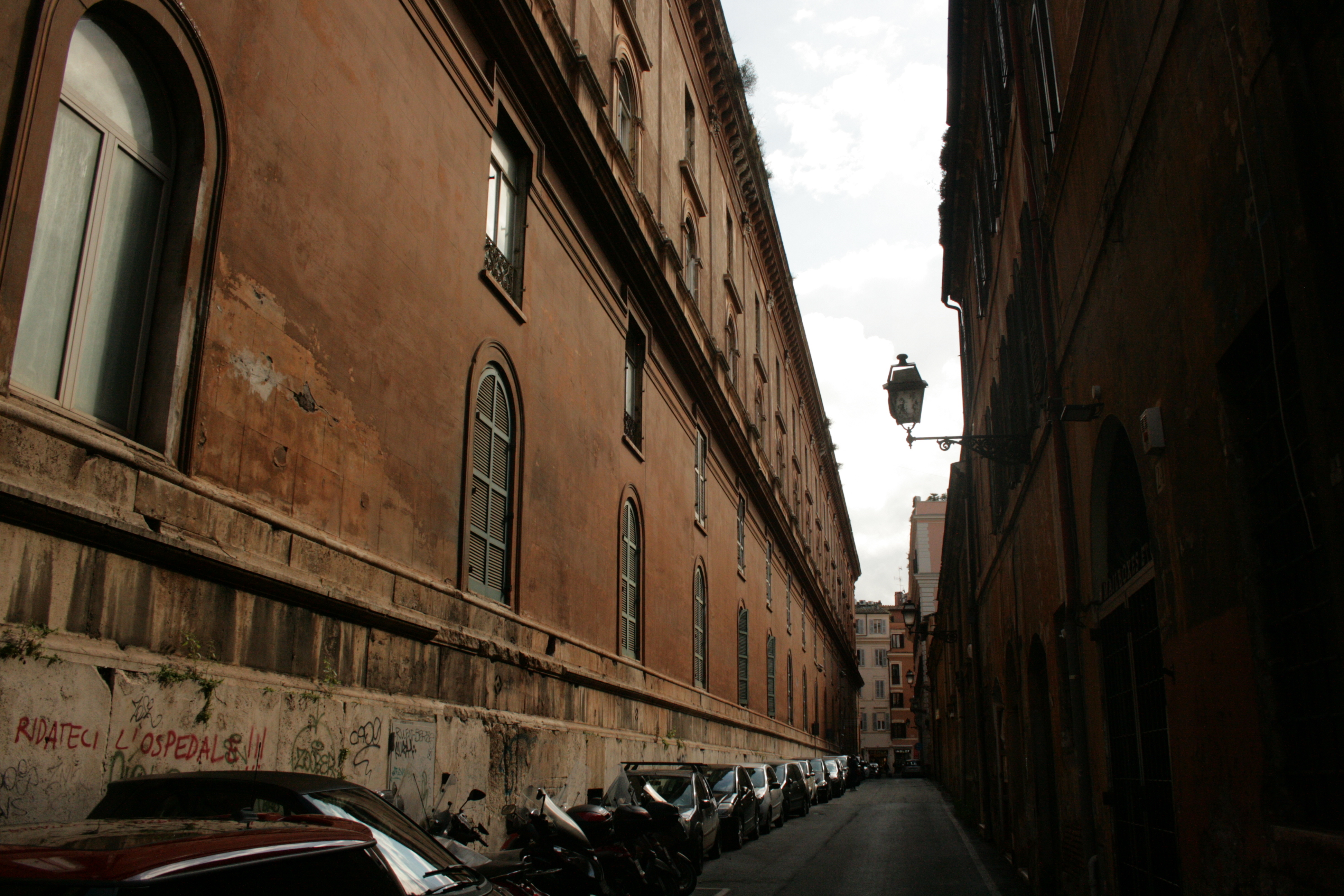
Hôpital San Giacomo in Augusta.